# The Futureheads (album)
The Futureheads – debiutancki album The Futureheads wydany 12 lipca 2004 nakładem 679 Recordings.

## Lista utworów
1. „Le Garage” – 1:45
2. „Robot” – 2:00
3. „A to B” – 2:27
4. „Decent Days and Nights” – 2:31
5. „Meantime” – 2:50
6. „Alms” – 2:05
7. „Danger of the Water” – 2:57
8. „Carnival Kids” – 2:44
9. „The City Is Here for You to Use” – 2:35
10. „First Day” – 2:04
11. „He Knows” – 3:13
12. „Stupid and Shallow” – 1:34
13. „Trying Not to Think About Time” – 2:24
14. „Hounds of Love” (cover Kate Bush) – 3:02
15. „Man Ray” – 2:18